# Иранское сельское поселение
Иранское се́льское поселе́ние — муниципальное образование в Кировском районе Северной Осетии Российской Федерации.
Административный центр — село Иран.

## История
Статус и границы сельского поселения установлены Законом Республики Северная Осетия-Алания от 5 марта 2005 года № 15-рз «Об установлении границ муниципального образования Кировский район, наделении его статусом муниципального района, образовании в его составе муниципальных образований - сельских поселений и установлении их границ»

## Население
| 2002 | 2010 | 2011 | 2012 | 2013 | 2014 | 2015 |
| ---- | ---- | ---- | ---- | ---- | ---- | ---- |
| 530  | ↗555 | →555 | ↘547 | ↘546 | ↘539 | ↗546 |
| 2016 | 2017 | 2018 | 2019 | 2020 | 2021 | 2023 |
| ↗553 | ↘552 | ↘550 | →550 | ↘548 | ↗559 | ↗572 |
| 2024 | 2025 |      |      |      |      |      |
| ↘569 | ↘568 |      |      |      |      |      |

## Состав сельского поселения
| № | Населённый пункт | Тип населённого пункта       | Население |
| - | ---------------- | ---------------------------- | --------- |
| 1 | Иран             | село, административный центр | ↘568      |